# Giroteodolit

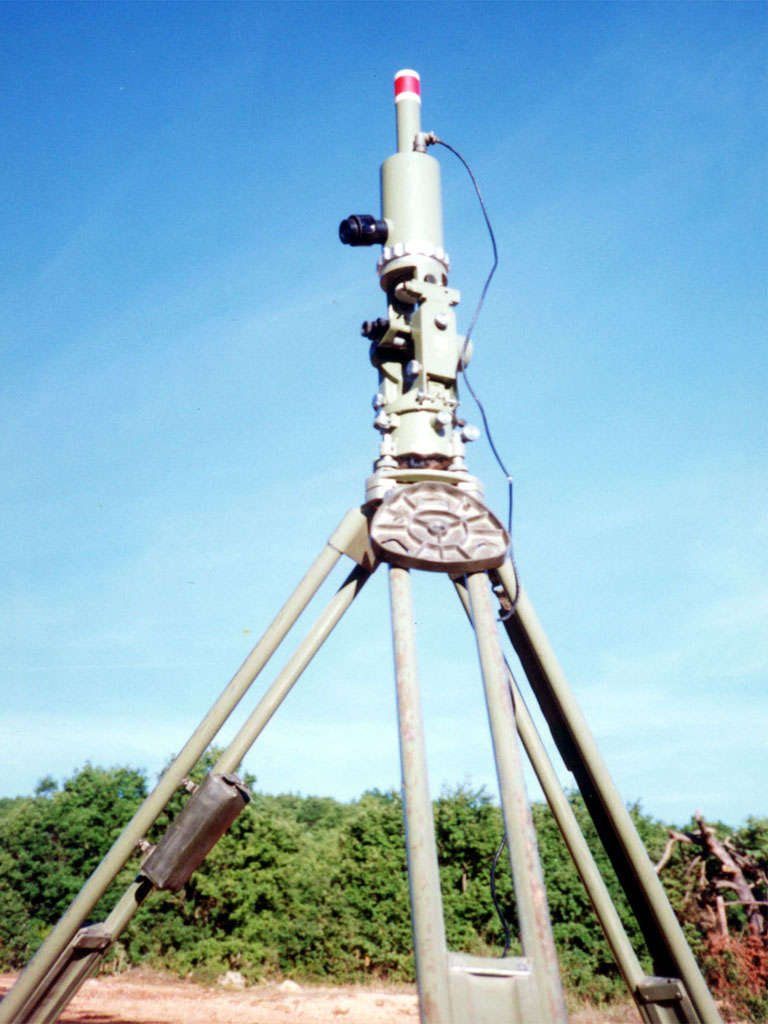
Un giroscopi tipus GAK muntat en un teodolit Wild T-16

El giroteodolit o teodolit giroscòpic és un instrument de mesura compost per un giroscopi muntat en un teodolit. S'utilitza per determinar l'orientació de nord veritable mitjançant la localització de la direcció dels meridians. És el principal instrument en una mina, per orientar en la mesura i en la enginyeria de túnels, i en els llocs on les estrelles no són astronòmicament visibles.

## Usos
Un giroteodolit s'utilitza principalment en la indústria de la mineria subterrània i en l'enginyeria de túnels. Per exemple, quan un conducte ha de passar per sota d'un riu, un eix vertical a cada costat del riu pot estar connectat per un túnel horitzontal. Un giroteodolit pot ser operat a la superfície i després de nou a la base dels eixos per identificar les indicacions necessàries per fer un túnel entre la base dels dos eixos. A diferència d'un horitzó artificial o sistema de navegació inercial, e1 giroteodolit no pot ser reubicat mentre està en funcionament. Ha de reiniciar de nou en cada lloc.
El giroteodolit està compost d'un teodolit normal amb un suport que conté un giroscopi muntat en el mateix sentit de rotació de la Terra i que l'alineació dels meridians. El meridià és el pla que conté l'eix de rotació de la Terra i l'observador. La intersecció del pla meridià amb l'horitzontal defineix el veritable nord-sud, que la referència geogràfica requereix. El giroteodolit s'usa generalment ja que és capaç de determinar o trobar el nord veritable.

## Limitacions
Un giroteodolit funcionarà a l'equador i en els hemisferis nord i sud. El meridià passa pel pol nord i el pol sud geogràfics. Un giroteodolit no pot ser utilitzat en cap dels dos on l'eix de la Terra és, precisament, perpendicular a l'eix horitzontal del gir. En efecte, no s'utilitza normalment a partir d'uns 15 graus del pol, ja que el component est-oest de la rotació de la Terra no és suficient per obtenir resultats fiables. Quan estigui disponible, en llocs d'albirament astronòmic d'estrelles, són capaços de donar el rumb meridià amb una precisió un centenar de vegades més gran. On aquesta precisió addicional no és necessària, el giroteodolit és capaç de produir un resultat amb rapides sense la necessitat d'observacions a la nit.